# ميرزابيغ كندي
ميرزابيغ كندي (بالفارسية: میرزابیگ‌کندی) هي مستوطنة تقع في قسم تشاراويماق المركزي في إيران. يقدر عدد سكانها بـ 75 نسمة .